# Eugen Wacker

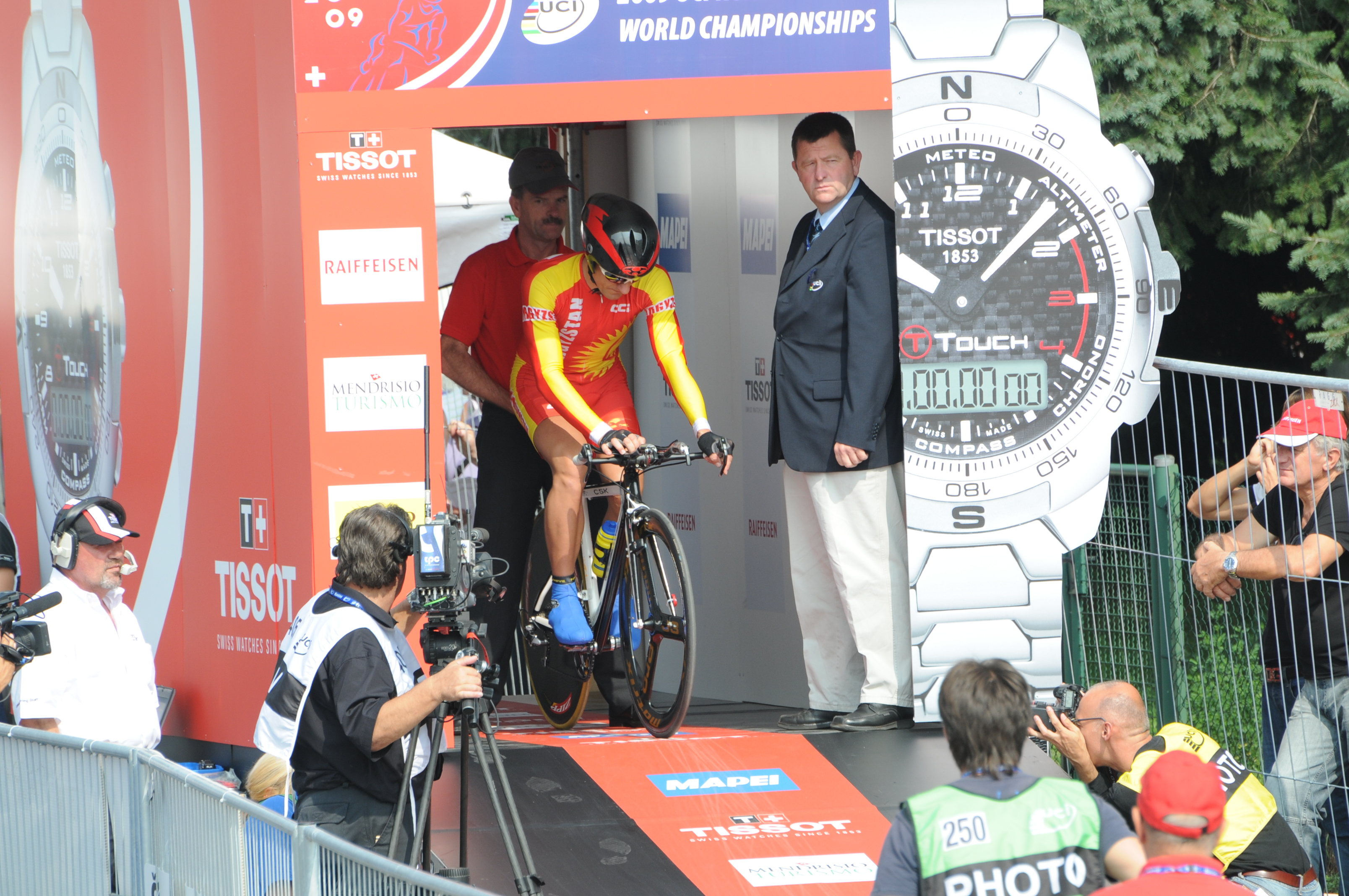
Eugen Wacker bei der Weltmeisterschaft 2009 in Mendrisio

Eugen Wacker (russisch Евгений Ваккер Jewgeni Wakker; englische Transkription: Yevgeny Vakker; * 17. April 1974 in Kirn, Deutschland) ist ein kirgisischer Radrennfahrer.

## Werdegang
Eugen Wacker begann seine Karriere 1999 bei dem Radsportteam Leonardo Coast. Nach einem Jahr wechselte er zu dem polnischen Rennstall Mróz, wo er im Herbst die Gesamtwertung der Herald Sun Tour für sich entschied. Im nächsten Jahr wurde er Erster der Gesamtwertung bei Szlakiem Grodòw Piastowskich. 2003 wechselte er zu Vermarc Sportswear, wo er bei den UCI-B-Weltmeisterschaften das Einzelzeitfahren gewann. Nach einem Jahr ging er wieder zurück nach Polen zu Action-ATI. Bei den Olympischen Spielen in Athen wurde Wacker 23. beim Zeitfahren. In der darauf folgenden Saison fuhr er für das kasachische Continental Team Capec. Bei den Asienspielen 2006 in Doha gewann Eugen Wacker beim Zeitfahren die Silbermedaille.
Bis 2013 errang Wacker 18 kirgisische Titel im Straßenrennen und im Einzelzeitfahren. Fünfmal wurde er Asienmeister im Zeitfahren.

## Erfolge
2000
- Gesamtwertung Herald Sun Tour

2001
- Gesamtwertung Szlakiem Grodòw Piastowskich

2002
- Kirgisischer Meister – Einzelzeitfahren
- Kirgisischer Meister – Straßenrennen
- Asienspiele – Einzelzeitfahren

2003
- Kirgisischer Meister – Einzelzeitfahren
- Kirgisischer Meister – Straßenrennen
- B-Weltmeister – Einzelzeitfahren

2006
- Asienspiele – Einzelzeitfahren

2007
- Kirgisischer Meister – Einzelzeitfahren
- Kirgisischer Meister – Straßenrennen
- eine Etappe International Presidency Turkey Tour
- Asienmeister – Einzelzeitfahren

2008
- Asienmeister – Einzelzeitfahren
- Kirgisischer Meister – Einzelzeitfahren
- Kirgisischer Meister – Straßenrennen

2009
- eine Etappe Presidential Cycling Tour of Iran
- Kirgisischer Meister – Einzelzeitfahren
- Kirgisischer Meister – Straßenrennen

2010
- Kirgisischer Meister – Einzelzeitfahren
- Kirgisischer Meister – Straßenrennen
- Asienspiele 2010 – Einzelzeitfahren

2011
- Asienmeister – Einzelzeitfahren
- Kirgisischer Meister – Einzelzeitfahren
- Kirgisischer Meister – Straßenrennen

2012
- Asienmeister – Einzelzeitfahren
- Kirgisischer Meister – Einzelzeitfahren
- Kirgisischer Meister – Straßenrennen

2013
- Kirgisischer Meister – Einzelzeitfahren
- Kirgisischer Meister – Straßenrennen

2014
- Asienmeisterschaften – Einzelzeitfahren
- Asienspiele – Einzelzeitfahren

2015
- Kirgisischer Meister – Einzelzeitfahren
- Kirgisischer Meister – Straßenrennen
- eine Etappe Tour of Al Zubarah

## Teams
- 1999 Leonardo Coast
- 2000 Mróz-Supradyn Witaminy
- 2001 Mróz-Supradyn Witaminy
- 2002 Mróz
- 2003 Vermarc Sportswear
- 2004 Action-ATI
- 2005 Cycling Team Capec
- 2009 Azad University Iran
- 2010 Giant Asia Racing Team
- 2011 LeTua Cycling Team (bis 30. Juni)
- 2011 Giant Kenda Cycling Team (ab 1. Juli)
- 2012 Uzbekistan Suren Team
- 2013 Qinghai Tianyoude Cycling Team
- 2014 Start-Trigon Cycling Team
- 2015 Kuwait Cycling Project